# ايان ديوري
ايان ديوري (بالإنجليزية: Ian Dury)‏ (و. 1942 – 2000 م) هو ممثل، ومغن مؤلف من المملكة المتحدة .
توفي في لندن، عن عمر يناهز 58 عاماً. بسبب سرطان، وسرطان القولون والمستقيم .

## التعليم
تعلم في الكلية الملكية للفنون، والمدرسة الملكية للقواعد في  وايكام العليا ‏

## روابط خارجية
- ايان ديوري على موقع IMDb (الإنجليزية)
- ايان ديوري على موقع ألو سيني (الفرنسية)
- ايان ديوري على موقع ميوزك برينز (الإنجليزية)
- ايان ديوري على موقع أول موفي (الإنجليزية)
- ايان ديوري على موقع قاعدة بيانات برودواي على الإنترنت (الإنجليزية)
- ايان ديوري على موقع قاعدة بيانات الأفلام السويدية (السويدية)
- ايان ديوري على موقع إن إن دي بي (الإنجليزية)
- ايان ديوري على موقع أول ميوزيك (الإنجليزية)
- ايان ديوري على موقع ديسكوغز (الإنجليزية)
- ايان ديوري على موقع قاعدة بيانات الفيلم (الإنجليزية)